# Mitsamiouli
Mitsamiouli är en ort på ön Grande Comore på Komorerna. Den hade 4 811 invånare år 2003.